# كارلتون شيروود
كارلتون شيروود (بالإنجليزية: Carlton Sherwood)‏ هو صحفي أمريكي، ولد في 23 أبريل 1947، وتوفي في 11 يونيو 2014 في فيلادلفيا في الولايات المتحدة.

## روابط خارجية
- كارلتون شيروود على موقع IMDb (الإنجليزية)